# Lagord
Lagord és un municipi francès situat al departament del Charente Marítim i a la regió de la Nova Aquitània. L'any 2007 tenia 7.054 habitants.

## Demografia

### Població
El 2007 la població de fet de Lagord era de 7.054 persones. Hi havia 2.928 famílies de les quals 776 eren unipersonals (236 homes vivint sols i 540 dones vivint soles), 1.112 parelles sense fills, 816 parelles amb fills i 224 famílies monoparentals amb fills.
La població ha evolucionat segons el següent gràfic:
Habitants censats

### Habitatges
El 2007 hi havia 3.210 habitatges, 3.000 eren l'habitatge principal de la família, 82 eren segones residències i 128 estaven desocupats. 2.827 eren cases i 374 eren apartaments. Dels 3.000 habitatges principals, 2.231 estaven ocupats pels seus propietaris, 667 estaven llogats i ocupats pels llogaters i 102 estaven cedits a títol gratuït; 64 tenien una cambra, 117 en tenien dues, 449 en tenien tres, 967 en tenien quatre i 1.403 en tenien cinc o més. 2.495 habitatges disposaven pel capbaix d'una plaça de pàrquing. A 1.444 habitatges hi havia un automòbil i a 1.282 n'hi havia dos o més.

### Piràmide de població
La piràmide de població per edats i sexe el 2009 era:
| Homes | Edats   | Dones |
| ----- | ------- | ----- |
| 12    | 95 o +  | 20    |
| 16    | 90 a 94 | 76    |
| 56    | 85 a 89 | 88    |
| 36    | 80 a 84 | 80    |
| 136   | 75 a 79 | 176   |
| 176   | 70 a 74 | 176   |
| 212   | 65 a 69 | 208   |
| 212   | 60 a 64 | 248   |
| 176   | 55 a 59 | 216   |
| 296   | 50 a 54 | 272   |
| 276   | 45 a 49 | 216   |
| 200   | 40 a 44 | 276   |
| 208   | 35 a 39 | 240   |
| 136   | 30 a 34 | 160   |
| 112   | 25 a 29 | 96    |
| 180   | 20 a 24 | 140   |
| 260   | 15 a 19 | 188   |
| 260   | 10 a 14 | 172   |
| 172   | 5 a 9   | 156   |
| 104   | 0 a 4   | 88    |

## Economia
El 2007 la població en edat de treballar era de 4.197 persones, 2.819 eren actives i 1.378 eren inactives. De les 2.819 persones actives 2.595 estaven ocupades (1.312 homes i 1.283 dones) i 224 estaven aturades (101 homes i 123 dones). De les 1.378 persones inactives 607 estaven jubilades, 436 estaven estudiant i 335 estaven classificades com a «altres inactius».

### Ingressos
El 2009 a Lagord hi havia 3.100 unitats fiscals que integraven 7.155,5 persones, la mediana anual d'ingressos fiscals per persona era de 22.495 €.

### Activitats econòmiques
Dels 360 establiments que hi havia el 2007, 3 eren d'empreses extractives, 4 d'empreses alimentàries, 3 d'empreses de fabricació de material elèctric, 1 d'una empresa de fabricació d'elements pel transport, 13 d'empreses de fabricació d'altres productes industrials, 52 d'empreses de construcció, 49 d'empreses de comerç i reparació d'automòbils, 21 d'empreses de transport, 20 d'empreses d'hostatgeria i restauració, 5 d'empreses d'informació i comunicació, 24 d'empreses financeres, 29 d'empreses immobiliàries, 70 d'empreses de serveis, 46 d'entitats de l'administració pública i 20 d'empreses classificades com a «altres activitats de serveis».
Dels 81 establiments de servei als particulars que hi havia el 2009, 1 era una oficina del servei públic d'ocupació, 1 gendarmeria, 1 una oficina bancària, 8 tallers de reparació d'automòbils i de material agrícola, 1 taller d'inspecció tècnica de vehicles, 1 establiment de lloguer de cotxes, 1 autoescola, 9 paletes, 4 guixaires pintors, 9 fusteries, 5 lampisteries, 8 electricistes, 3 empreses de construcció, 6 perruqueries, 1 veterinari, 9 restaurants, 10 agències immobiliàries, 1 tintoreria i 2 salons de bellesa.
Dels 19 establiments comercials que hi havia el 2009, 1 era un hipermercat, 2 supermercats, 2 grans superfícies de material de bricolatge, 1 una botiga de més de 120 m², 4 fleques, 1 una carnisseria, 1 una botiga de congelats, 1 una llibreria, 1 una botiga de roba, 1 una botiga d'equipament de la llar, 1 una botiga de mobles, 2 botigues de material esportiu i 1 un drogueria.
L'any 2000 a Lagord hi havia 5 explotacions agrícoles.

## Equipaments sanitaris i escolars
Els 2 equipaments sanitaris que hi havia el 2009 eren farmàcies.
El 2009 hi havia 1 escola maternal i 2 escoles elementals. Lagord disposava d'un col·legi d'educació secundària amb 683 alumnes.

## Poblacions més properes
El següent diagrama mostra les poblacions més properes.